# Kungliga orden av Kamehameha I
Kungliga orden av Kamehameha I (hawaiiska: Kamehameha I e Hookanaka) är den högsta möjliga utmärkelse i kungariket Hawaii. Det grundades av kungen Kamehameha V år 1864.
Orden upplivades år 2016 och till medlemmar kallas sådana personer som har visat lojalitet för Hawaiis krona eller kungafamiljen. Utmärkelsen tilldelas också för dem som har gjort en exceptionell insats för hawaiiska kulturen eller språket.
Utmärkelsen delas i fyra grader:
- Storkorset med kedjan (endast statschefer)
- Storkorset (max. 10 personer)
- Kommendör (max. 30 personer)
- Riddare (max. 50 personer)